# L'Heure JMP
L'Heure JMP était une émission de télévision d'humour et d'improvisation présentée en direct du 7 janvier 1996 au 8 juin 1997 sur le réseau TQS animée par l'humoriste Jean-Marc Parent. Seulement quatre semaines après le début de sa diffusion en 1996, l'Heure JMP dépasse le million de téléspectateurs en atteignant le chiffre de 1 625 000 personnes à l'écoute.
Un orchestre appelé le Mercedes Band appuyait musicalement l'émission. Fort apprécié du public, il a produit deux albums de la musique jouée lors de l'émission.
L'émission était aussi diffusée en simultané à la radio sur le réseau Radio Énergie sans pauses publicitaires. Un animateur radio, d'abord Ricky Dee, puis Frédérique Marie suivait aussi Jean-Marc lors de ses déplacements.
L'émission n'avait pas de concept établi. L'improvisation a fait le succès de l'émission. Cette improvisation pouvait parfois devenir un obstacle pour les pauses publicitaires.
Après les premières émissions, il était coutume de « défoncer » afin d'obtenir un 15 minutes supplémentaires (un film était programmé à 21h).

## Accueil et critiques
Le journaliste Franco Nuovo a critiqué Jean-Marc et l'émission, mais celui-ci a refusé une invitation à participer à l'émission. Au printemps 1997, Nuovo accepte une rencontre en terrain neutre à l'émission Christiane Charette en direct.